# Базиліка Успіння Пресвятої Діви Марії (Секешфегервар)
Базиліка Успіння Пресвятої Діви Марії (угор. Nagyboldogasszony-bazilika) — базиліка у місті Секешфегервар в Угорщині. З 1000 по 1527 рік тут відбувалися коронації угорських монархів. Будівля зазнала значних пошкоджень внаслідок пожежі у 1601 році. Поруч із місцем базиліки звели нову катедральну базиліку короля Стефана.

## Історія
Базиліка Успіння Пресвятої Діви Марії була побудована наприкінці 1010-х років королем Стефаном I Святим — першим королем Угорщини. Храм ніколи не був єпископським, проте завжди використовувався як головний храм угорських монархів.
Базиліка була найважливішим місцем середньовічної Угорщини, оскільки тут зберігалися коронаційні клейноди, зокрема трон та корона святого Стефана, а також тут були казначейство та архіви. 37 королів і 39 королев були короновані у базиліці, а 15 королівських осіб були тут поховані. 1543 року османи захопили Секешфегервар. Королівські поховання були пограбовані, а сама будівля використовувалася для зберігання пороху. Новим місцем коронації угорських монархів став собор святого Мартіна у Братиславі.
1601 року будівля була вщент знищена пожежею. У цей час османське панування в місті було перервано на рік.
Руїни базиліки були розібрані й використані для будівництва нової єпископської резиденції та для реконструкції іншої старої церкви, яка у XVIII столітті стала катедральною базилікою Секешфегерварської діоцезії.
У 1930-х роках за зруйнованою апсидою базиліки побудували мавзолей святого Стефана.

## Поховання
У базиліці поховано 13 королів і 3 королеви-консорт:
1. Стефан I
2. Коломан
3. Бела II
4. Геза II
5. Бела III (останки пізніше перенесені до церкви Матяша, Будапешт)
6. Агнеса Антіохійська (останки пізніше перенесені до церкви Матяша, Будапешт)
7. Ласло III
8. Бела IV
9. Карл I Роберт
10. Марія Битомська
11. Людовик I
12. Єлизавета Котроманич
13. Альбрехт
14. Матвій I
15. Ласло II
16. Людовик II

Члени родин королів Угорщини також були поховані у базиліці, зокрема Катерина, старша дочка і ймовірна наступниця короля Людовика I та Єлизавети Боснійської. Дворяни Філіпп Другет та Філіппо Сколарі також поховані тут.

## Галерея

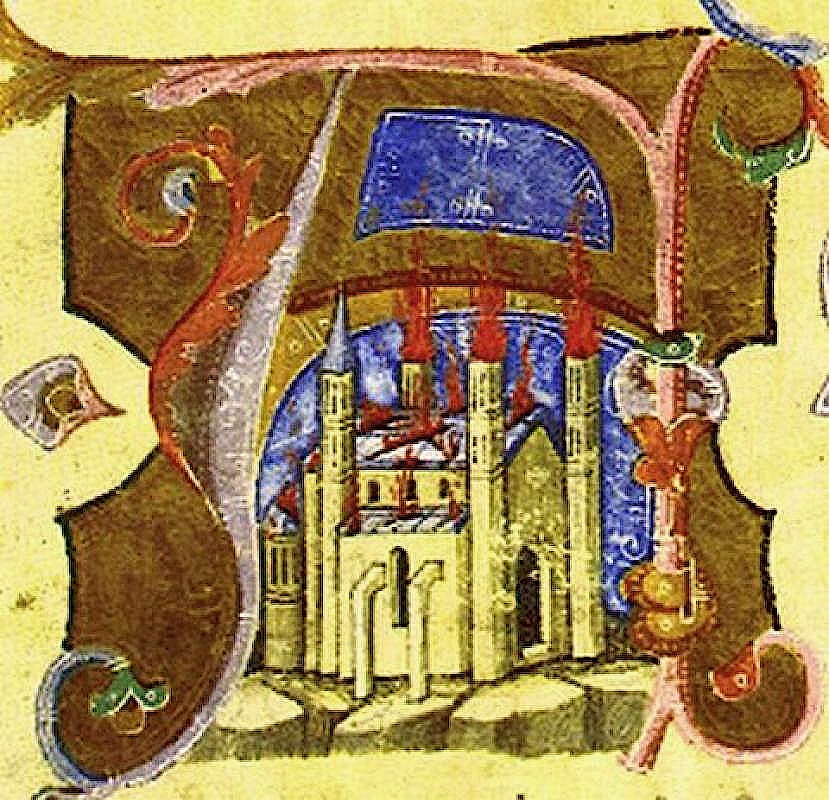
Пожежа у Секешфегерварі 1 квітня 1327 року. Мініатюра з "Chronicon Pictum"
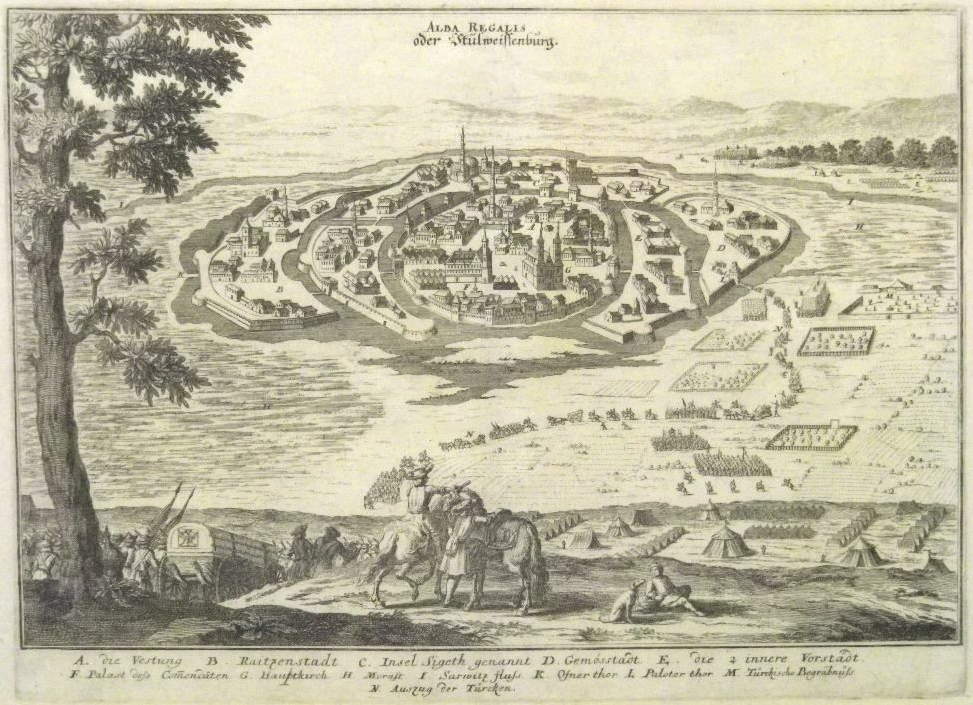
Зображення із праці "Theatrum Europaeum" Меріана-старшого показує вхід турецького війська до Секешфегервара після нетривалого відвоювання християнами у 1601 році
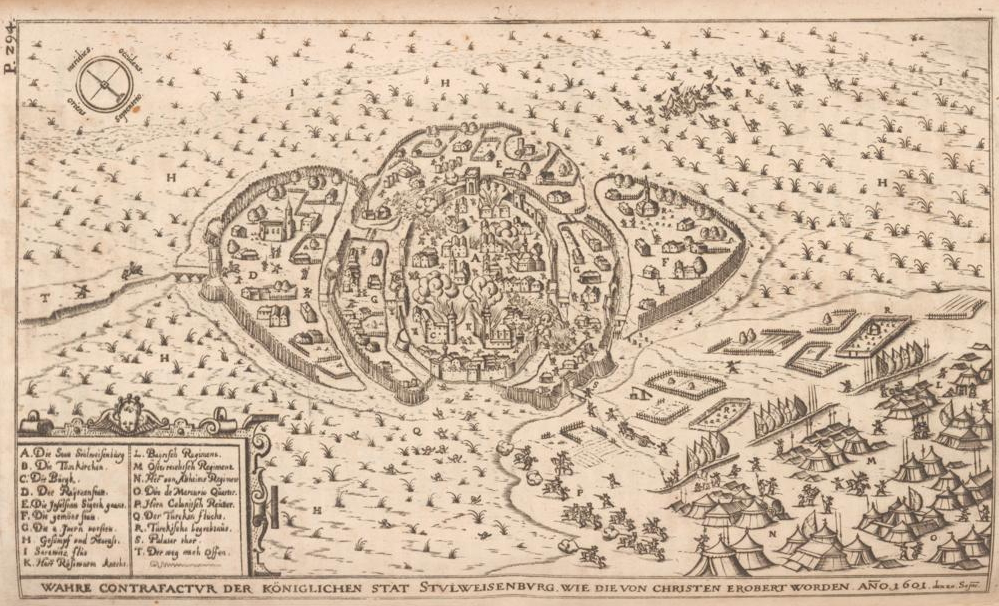
Картина Йогана Зібмахера "Правдиве зображення королівського міста С., як воно було знову завойоване християнами". Зображено, зокрема, палаючу базиліку
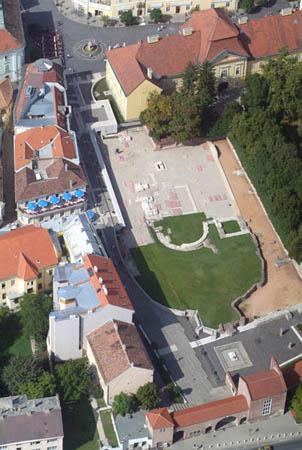
Руїни з висоти пташиного польоту